# Inocybe maculé
Inocybe maculata
Espèce
L'Inocybe maculé (Inocybe maculata) est une espèce de champignons agaricomycètes du genre Inocybe et de la famille des Inocybaceae.